# 6200 Hachinohe
6200 Hachinohe eller 1993 HL är en asteroid i huvudbältet som upptäcktes den 16 april 1993 av de båda japanska astronomerna Kazuro Watanabe och Kin Endate vid Kitami-observatoriet. Den är uppkallad efter den japanska amatörastronomen Akio Hachinohe.
Asteroiden har en diameter på ungefär 4 kilometer.